# 善き成功の聖母
善き成功の聖母 (よきせいこうのせいぼ：スペイン語: Nuestra Señora del Buen Suceso; フィリピン語: Ina ng Mabubuting Pangyayari　英語:Our Lady of Good Success)とは、聖母マリアの呼び名の一つであり、善き出来事の聖母とも呼ばれる。この呼び名により、様々な像や絵画などのイメージが世界中に存在する。中でも数多いのがスペインで、その他エクアドルのキト、 そしてフィリピンのパラニャーケがある。キトのマリア像は聖マリアナ・デ・ヘスス・トレス（St.Mariana de Jésus Torres）という修道女に起こった聖母の出現によるものであるとされる。

## 歴史

### スペイン
聖フランシス・パオラ(Francis of Paola)が、病人たちを看護するための修道会であるミニマス(Minims)修道会を設立し、その修道士ガブリエル・デ・フォンタネー(Gabriel de Fontaned) とギジェルモ・デ・リゴサー(Guillermo de Rigosa) の２人が、ローマ教皇に自分たちの設立した修道会を承認してもらうためにローマに旅に出ていた。 修道士たちがトライゲラス(Traigueras)の街を通り過ぎた時、 (この街はカタルーニャ州に属するトゥルトーザの管轄下のもとにあった。)、凄まじい嵐に彼らは襲われた。修道士たちは神の導きと助けを求めて祈った。すぐに彼らは不思議な光が崖の洞窟から出ているのを見た。その崖に登って洞窟の中に入ってみると、幼子のイエスを抱いた美しい聖母像を見つけた。彼らはその像が微かの光と芳香を放っていたと報告している。その像は放置されていたので、二人の修道士はその像を運び出した。 

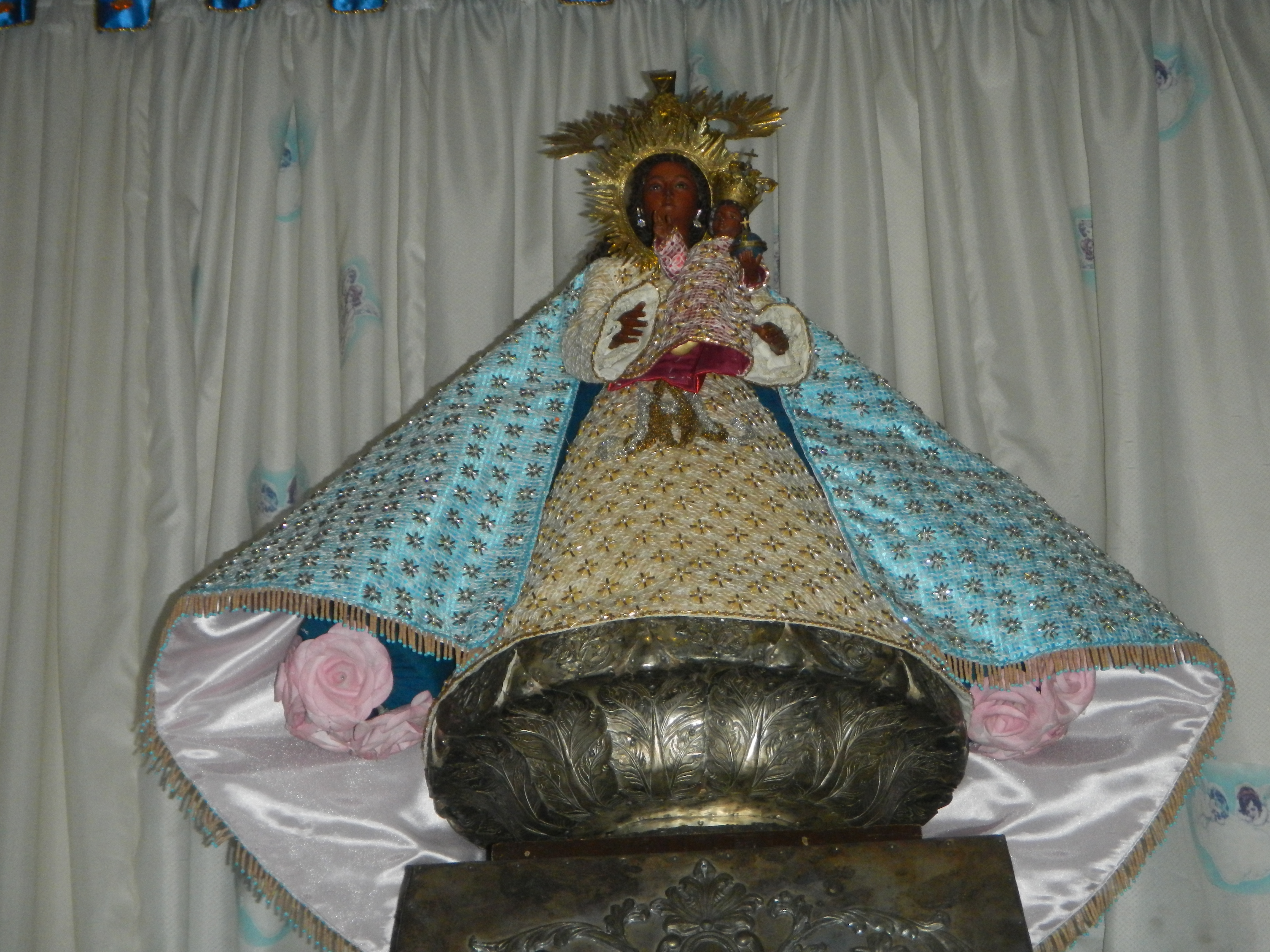
イコン像, フィリピン.

ローマに到着するとすぐに、修道士たちはローマ教皇の同意を得られなかった場合の事を心配した。 しかしながら、教皇パウロ5世が彼らの旅の話を聞くとただちに、そのマリア像に司教が付ける十字架がついた布でその首から下を包んだ。その像を祝福して口づけをし、ローマ教皇は下記のように言った:
| 「 | “見よ、兄弟たち!彼女は微笑んでいる! 何故彼女がそんなに微笑んでいるのだろうか。 この旅において善き成功に導いたものはなにか! 疑うことなくこの聖母が御加護と保護をあなたたちにすることをご計画されたのだ。それゆえ私は聖母に反対する意思はない。あなたたちの努力の全てが善き成功を得られんことを!” | 」 |

教皇はこのマリア像を祝福し「善き成功の聖母」と名付けた。そのイメージ像はマドリッドの皇室病院に置かれている。 ここは ”聖母を通じてたくさんの天からの恵みが与えられている"として有名になった。 1641年 スペインのフェリペ3世が「善き成功の聖母」ために教会を設立するよう頼んだ。このイメージ像を崇敬する催しがマドリッド中のウルドゥニャの教会で行われた。すぐにこのマリア像とその崇敬は広まって行き、この像は スペインのウルドゥニャやラ・プエブラ・デ・ゴルドン、トゥデラ、アブラーなどいくつかの場所にレプリカが作られるようになった。
「幸運を祈る聖母」（Virgen de la Buena Suerte）の刻像が  スペインのグラナダにあるカトリック両王の礼拝堂にある。もう一つの同名の像はバルセロナのプラ・デ・リュサネス(Prats de Llusanès)にある。

### キト、エクアドル
1577年、エクアドルで最初の修道院を始めるために５人の「無原罪の御宿り修道会」(Conceptionist)の修道女がスペインからキトへ旅をしていた時の聖マリアナ・デ・ヘスス・トレス（St.Mariana de Jésus Torres）[it] はその中でも若い修道女の一人であったが、聖母の御出現を受けたことがあるという。
マリアナは、1610年2月2日に、彼女が祈っている時に聖母が出現し、彼女に似ている像を作るように命じた。
「私が天の裁きを鎮めるためにいること、そして後悔の心を持って私のところにやってくるすべての罪人たちに慈悲と許しを得させるためにいること、そのことを将来に人間たちが、聖母とは何と強力なのだろうと実感するかも知れない程のものとなるように。なぜならば、私は慈悲の母であり、私の中にあるのは善きことと、愛だけなのです。」
「霊的試練と肉体の苦しみが彼らを圧迫する時、そして彼らが底なしの海の中で溺れているように見える時、私の神聖な像を見つめさせなさい。信頼と愛で母に助けを求めるべきだと彼らに伝えなさい。彼らの叫び声を聞いて、彼らの痛みを和らげるために、私は常にあらかじめそこにいます。常に信頼と愛で聖母に助けを求めなければならないと彼らに話しなさい。」
マリアナがこの趣旨に完璧に沿った像を作成するために努力したのは10年以上の過程だった。像の作成には多くの障害が持ち上がった。1つの障害は、キトでの現地人たちの側がこの像を偶像崇拝してしまうかもしれない恐れだった。もう一つはマリアナが信じられていないことへの個人的な恐れであったがそれが修道院の存在を危うくしてしまうかもしれないことだった。
1610年に、マリアナは司教に像の作成許可を申請した。「善き成功の聖母」の作成はフランシスコ・デル·カスティージョ(Francisco del Castillo)が任命された。カスティージョは聖母に対する崇敬と彫刻の技術を評価されて任命された。「善き成功の聖母像」は1611年2月2日に祝福された。その日に マリアナは女子修道院長より上の地位に付いた。彼女の名は “浄めの善き成功のマリア(Mary of Good Success of the Purification)”という.

## 祝日
スペインとエクアドルでは、「善き成功の聖母」の祝日を2月2日としている。